# Fukumoto Naoyoshi
Naoyoshi Fukumoto (sinh ngày 10 tháng 5 năm 1987) là một cầu thủ bóng đá người Nhật Bản.

## Sự nghiệp câu lạc bộ
Naoyoshi Fukumoto đã từng chơi cho Fagiano Okayama.